# Santa Cruz del Mogote
Santa Cruz del Mogote är en ort i Mexiko.   Den ligger i kommunen Catorce och delstaten San Luis Potosí, i den centrala delen av landet, 500 km norr om huvudstaden Mexico City. Santa Cruz del Mogote ligger 1 941 meter över havet och antalet invånare är 133.
Terrängen runt Santa Cruz del Mogote är platt åt sydväst, men åt nordost är den kuperad. Runt Santa Cruz del Mogote är det glesbefolkat, med 8 invånare per kvadratkilometer. Närmaste större samhälle är Paso del Mezquite, 17,0 km söder om Santa Cruz del Mogote. Omgivningarna runt Santa Cruz del Mogote är i huvudsak ett öppet busklandskap.